# Michel de Bom
Michel de Bom   (Uccle, 6 de desembre de 1950) conegut com a Bom, és un escriptor belga guionista de còmics en llengua francesa.

## Biografia
Michel De Bom va néixer el dia 6 de desembre de 1950 a Uccle, municipi de Brussel·les. Bom va estudiar per primera vegada publicitat a la Reial Acadèmia de Belles Arts de Brussel·les. Va passar els seus primers anys professionals en la publicitat.  El 1972, la seva passió per l'escriptura es va manifestar amb la publicació de l'efímera revista Zazou, que va cofundar amb Bosse. Va publicar la seva primera tira còmica Chrysopée, una història breu de vuit pagines a Pilote el 1973.

### Els anysa Spirou(1975-1981)

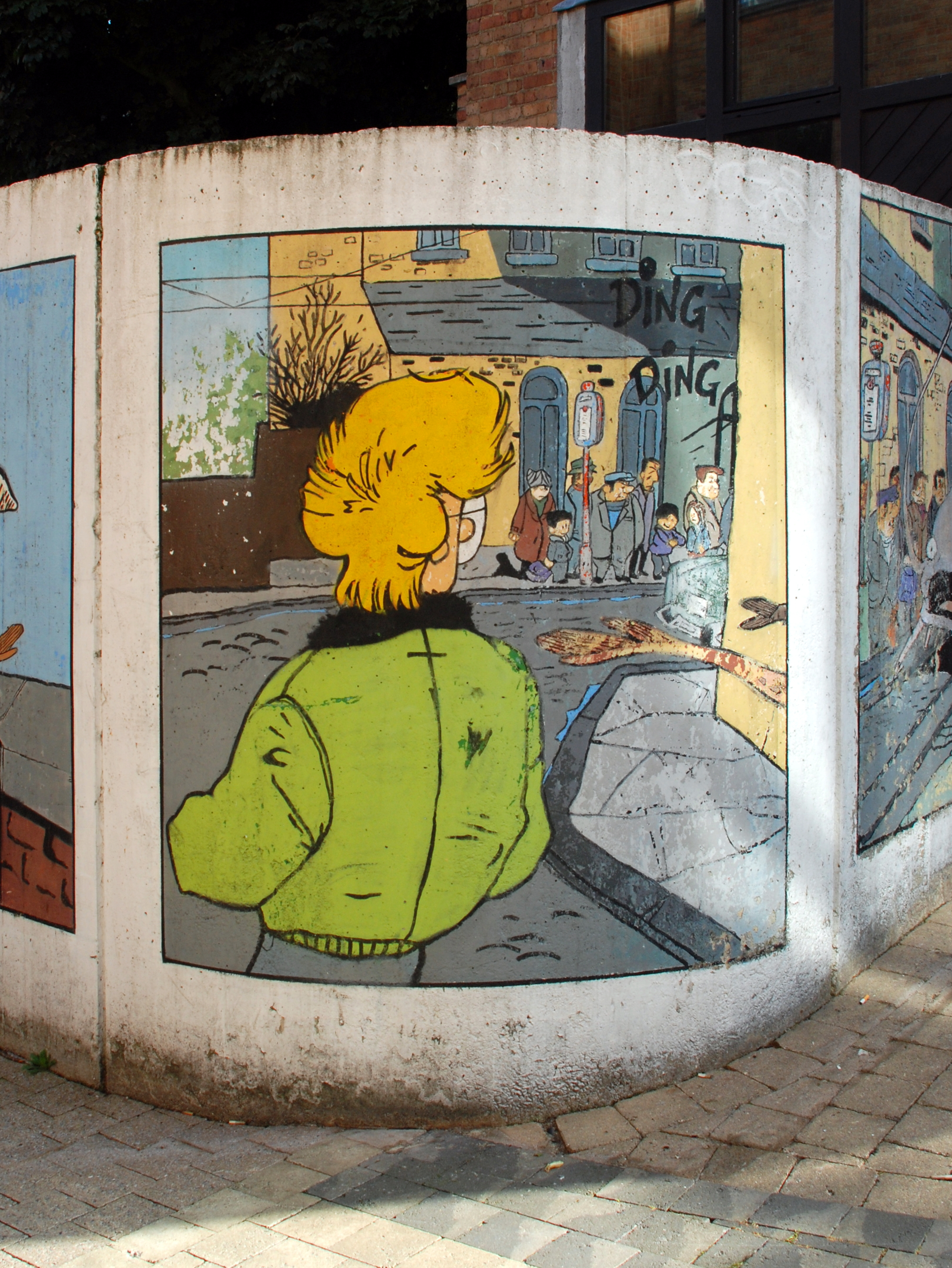
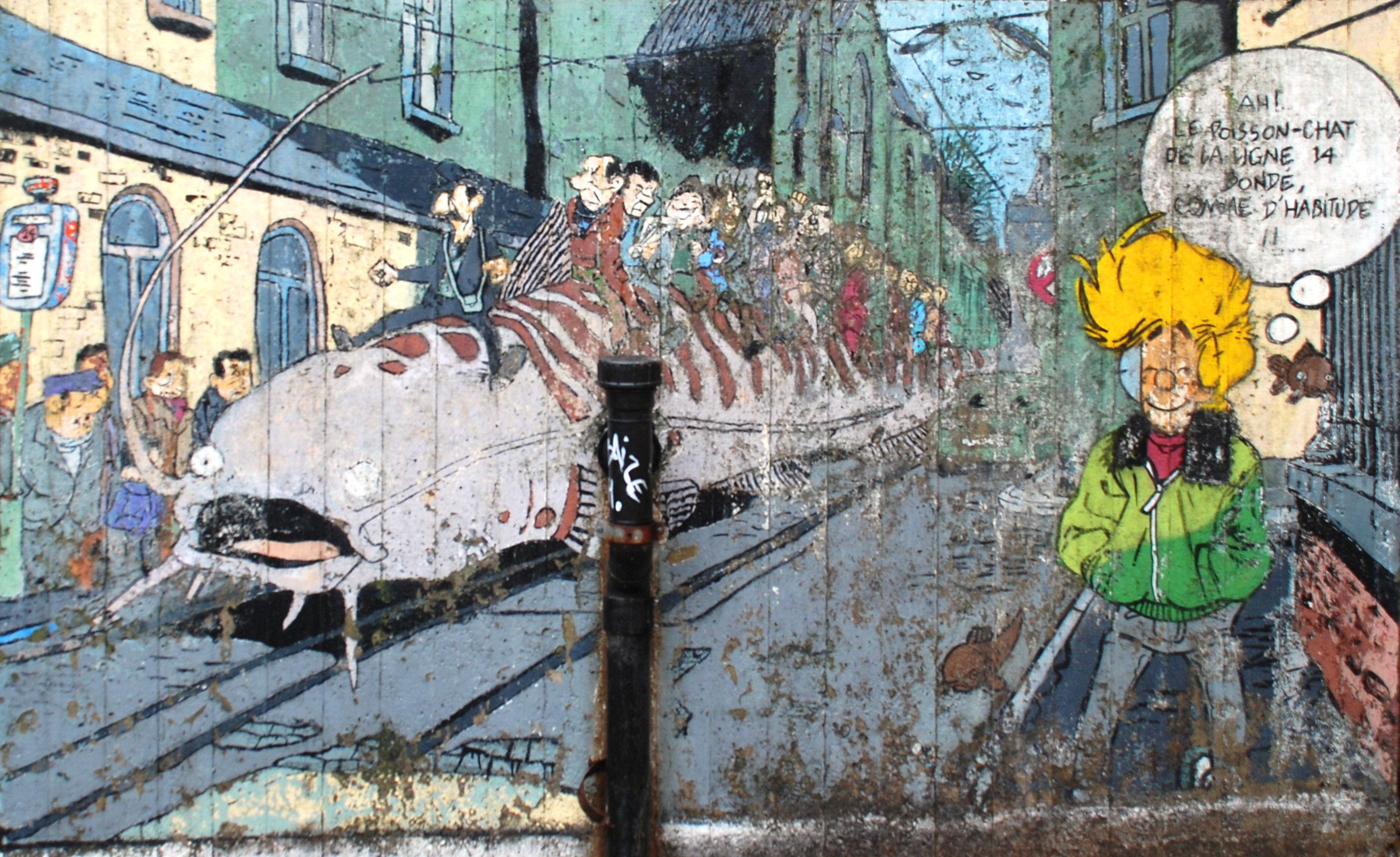

El 1975 es va incorporar a la revista Spirou on va escriure la seva primera sèrie humorística Les Déboussolés per Watch tires còmiques fins al 1977. En aquesta època també va escriure contes il·lustrats , Grans enigmes del tercer planeta, perquè era un apassionat de la fantasia i va participar en col·laboracions puntuals amb el diari. El 1977, va escriure el guió d'alguns gags d'Alcofribas i O'Trush (creació d' André Verheye conegut com a Dédé), i va escriure el guió d'alguns episodis de Flagada per a Degotte (fins al 1979). El 1978, va crear Big Joe amb Malik. Després del 1979, només va tornar ocasionalment a la revista Broussaille amb Frank Pé(1983-1989, 2000) i una història de continuara de Big Joe (anomenat Antoine i els seus amics), així com alguns acudits de L'Élan per a Frank Pé el 1985. Cinc àlbums de Broussaille es van publicar entre 1987 i 2003.
El 1980, va fer una breu aparició a Fluide glacial amb una història de vuit pàgines dibuixada per Servé.

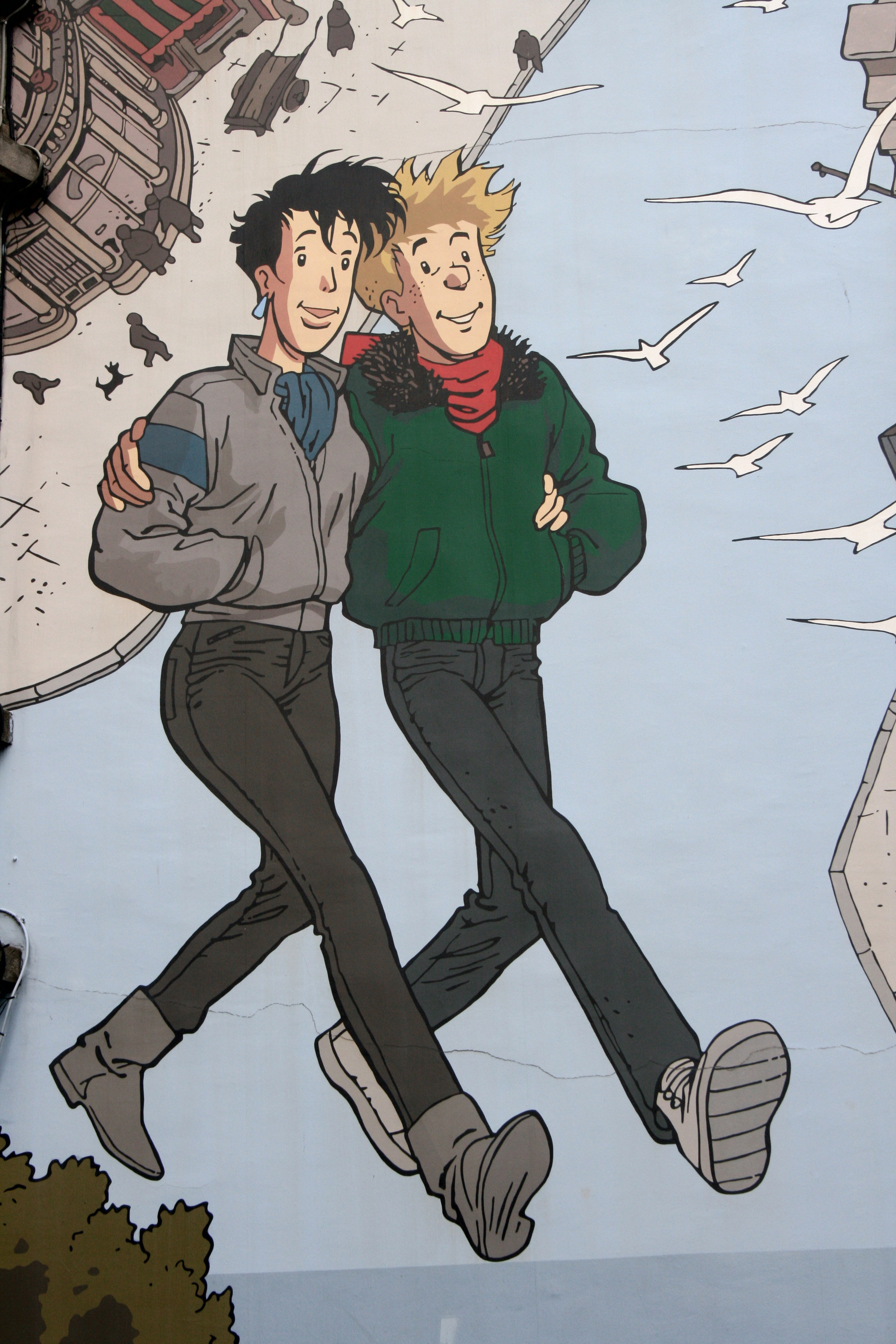
Mural de brossaille al carrer del mercat del carbó de Brussel·les

Brossa : fresc Les balenes públiques a Lovaina-la-Neuve
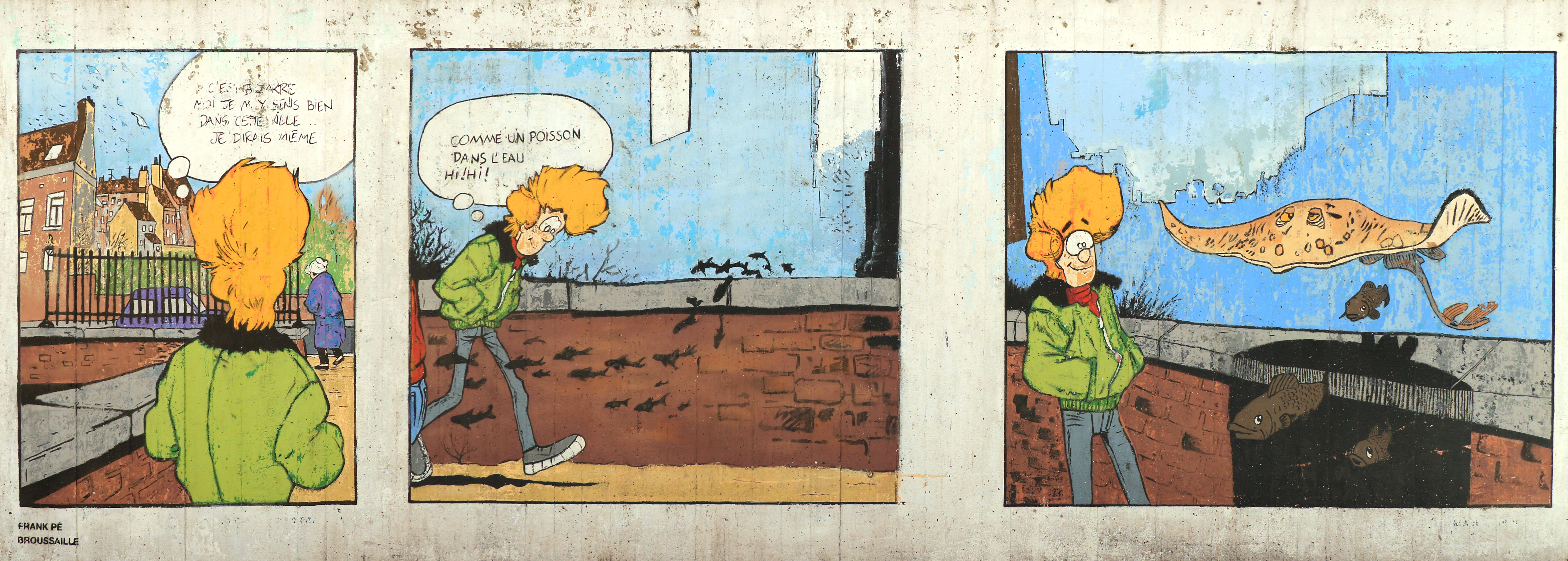

### Els anysa Tintín(1981-1993)
El 1981 es va incorporar a Tintín, la publicació periòdica de Lombard. Amb Walli, va reprendre les sèries Modeste et Pompon, (1981-1988) i Chlorophylle (1984-1988). Va donar a llum a Julie, Claire, Cécile, l'any 1982 amb Sidney (Paul Ramboux) en què representa, a través d'un trio de noies joves, una jovent burgès que no experimenta problemes econòmics ni drogodependència, la frescor i l'optimisme estan a l'ordre del dia. A la dècada de 1980, també va acollir Cosmic Connection (amb Walli, 1982-1988), Klaxon (amb Walli, 1983), Rascaille et Flodalcol (amb Patrick Cadot, 1983-1984), Katy Brizard-, (amb Yves Urbain, 1984-1985), Yvain et Yvon (amb Patrick Cadot, 1984-1988), Nahomi amb Crisse, una meravellosa sèrie adreçada al públic més jove amb mags i samurais publicada en forma de contes de 4 a 16 pagines a la revista, Chaffouxde 1980 a 1987, (amb Patrick Cadot,1986-1987). Les Conspirateurs (amb Michel Rodrigue, 1986-1987), Louis Valmont (amb Erwin Drèze, 1986-1987), Mosquito (amb Thierry Cayman, 1988), Sylvain de Rochefort, una sèrie medieval realista (amb Thierry Cayman) i Gil Sinclair (amb Walli, 1990-1992). D'aquestes sèries, Modeste et Pompon i Nahomi (1985-1987), Julie, Claire, Cécile (des de 1986), Yvain et Yvon i Chlorophylle (1987-1989), Gil Sinclair i Sylvain de Rochefort(1990-1994).
El parc d'atraccions Walibi de Wavre va publicar un àlbum de còmics Modeste et Pompon el 1984. Bom és el guionista i Walli és l'il·lustrador de La Mémoire volatile, una història de Modeste et Pompon a Walibi.

### Fi de carrera
Amb el final del setmanari Hello Bédé, Bom es troba sense suport previ a la publicació. Només la seva sèrie Julie, Claire, Cécile és conservada per Le Lombard, que ha publicat 24 toms des de 1986.
L'any 1990, el tàndem Walli-Bom va crear Gil Sinclair, heroi aviador, una sèrie publicada primer a la revista Hello Bédé i després en quatre àlbums d'edicions Lombard de 1990 a 1994. Aquest mateix duet d'autors també va crear la sèrie Sam i Katz, detectius de l'impossible, publicada a les publicacions periòdiques Tremplin, Bonjour d'edicions Averbode .
El 2009, amb Walli, va publicar un llibre, The Flight of the Mystic Lamb : la història d'un enigma increïble ISBN 978-2-87466-086-3.
Michel de Bom ha estat traduït a l'holandès i publicat a Kuifje i Ons Volkske així com en castellà a la revista TBO.